# Relitti (romanzo)
Relitti (Épaves) è un romanzo di Julien Green, pubblicato a Parigi nel 1932 e riproposto dall'autore nel 1985. In Italia è stato pubblicato nel 1992 nella traduzione di Francesco Bruno.
Il libro è stato tradotto in inglese, spagnolo, giapponese, ungherese, polacco, tedesco, coreano, oltre che in italiano.

## Trama
Una sera d'autunno, Philippe Cléry sta facendo una passeggiata sul lungosenna. Scorge un uomo e una donna che litigano violentemente. Allontanatosi impaurito, poco dopo ha l'impressione che un corpo cada nell'acqua del fiume. Ancor più spaventato, cerca rassicurazione in un altro passante, anziché tornare sui suoi passi e accertarsi di persona di cosa sia veramente successo.
Philippe è benestante, si occupa genericamente di affari, non ha mai lottato in vita sua per una ragione qualsiasi. Ma dopo questo incidente è costretto a guardare più da vicino la vita che conduce, perché si sente un vigliacco. E la sua penosa impressione si rafforza quando legge sul giornale che un corpo di donna è stato ripescato dalla Senna e che si sospetta un delitto.
Nel frattempo, attorno a Philippe, passano anche le vite dei suoi familiari. La moglie Henriette fa tutto ciò che le pare: entra ed esce alle ore più inconsuete, ha un amante, soddisfa i suoi capricci e ignora tutti, tranne la sorella. Eliane, sorella nubile di Henriette, vive con i Cléry e svolge di fatto il ruolo di governante della casa. Il cognato Philippe le ha messo in mano i registri dell'amministrazione domestica e dipende da lei, esattamente come ne dipende Henriette.
Philippe e Henriette hanno un figlio, Robert, che studia in collegio. Il ragazzino decenne giunge a casa per una vacanza, ma non si trova a suo agio con tre adulti, ognuno dei quali sta nel suo mondo.
D'improvviso, quasi per un'illuminazione, Philippe si chiede se fino ad ora ha agito con coscienza. Egli ha trent'anni, ma da molto tempo la sua vita è immersa in un torpore. E a causa di questo nuovo stato d'animo, decide che deve tenersi il figlio a casa e fargli frequentare una scuola diurna. Così toglie il bambino da un ambiente in cui si trovava bene, con amici, scherzi e giochi, per farlo vivere in una casa triste.
Ciò provoca una reazione di gelosia in Eliane. Innamorata da sempre di Philippe, al momento di sposarlo ha favorito invece il matrimonio della sorella. Ma non aveva previsto la più naturale delle vicende, cioè che Philippe si affezionasse al figliolo. Turbata, Eliane si allontana temporaneamente, senza avvertire nessuno.
Nel frattempo Philippe progetta di lasciare la casa signorile in cui è nato e di lasciare anche la direzione dell'azienda ereditata dal padre. Vagheggia una nuova vita, nella quale, rigenerato, sarà un uomo dedito alla meditazione e ai piaceri dello spirito. Non lo sfiora nemmeno l'idea che la moglie è in balia di se stessa e che sottrae denaro per il piacere di amare un uomo povero. A tal punto arriva la mancata comprensione dei due coniugi.
Sarà Eliane, col suo ritorno e la consapevolezza che si deve riprendere ciò che le spetta, a smuovere la situazione. Divenuti amanti, Philippe e Eliane proseguono nella vita consueta e in qualche modo riescono a controllare le loro esistenze. E la nuova vita di Philippe si risolverà in un gesto simbolico: avrà il "coraggio" di toccare le acque della Senna, che tanto hanno scavato nel suo io.

## Edizioni in italiano
- J. Green, Relitti, trad. di Francesco Bruno, ed. Longanesi, Milano 1992;
- J. Green, Relitti, trad. di Francesco Bruno, ed. Club degli Editori, Milano 1993;
- J. Green, Relitti, trad. di Francesco Bruno, ed. TEA, Milano 1995;